# 秦姬 (春秋)
秦姬，姬姓，春秋时期鲁国女性人物，季武子的女儿，嫁给了秦遄。
季武子的庶子季公鸟在齐国娶了季姒。季公鸟死后，季姒和饔人（管伙食之人）檀私通。这时，季公鸟之弟公若、族人公思展和家臣申夜姑主持家务。季姒于是让侍女打了自己一顿，给秦姬看自己的伤，说：“公若要让我陪他睡觉，我不同意，他就打我。”还说公思展、申夜姑是公若的帮凶。秦姬把这些话告诉了公之，公之又告诉了季氏家主季平子，公之、季平子是秦姬哥哥季悼子的儿子。季平子拘禁公思展，杀死申夜姑，于是公若怨恨季平子。